# 鏡石駅

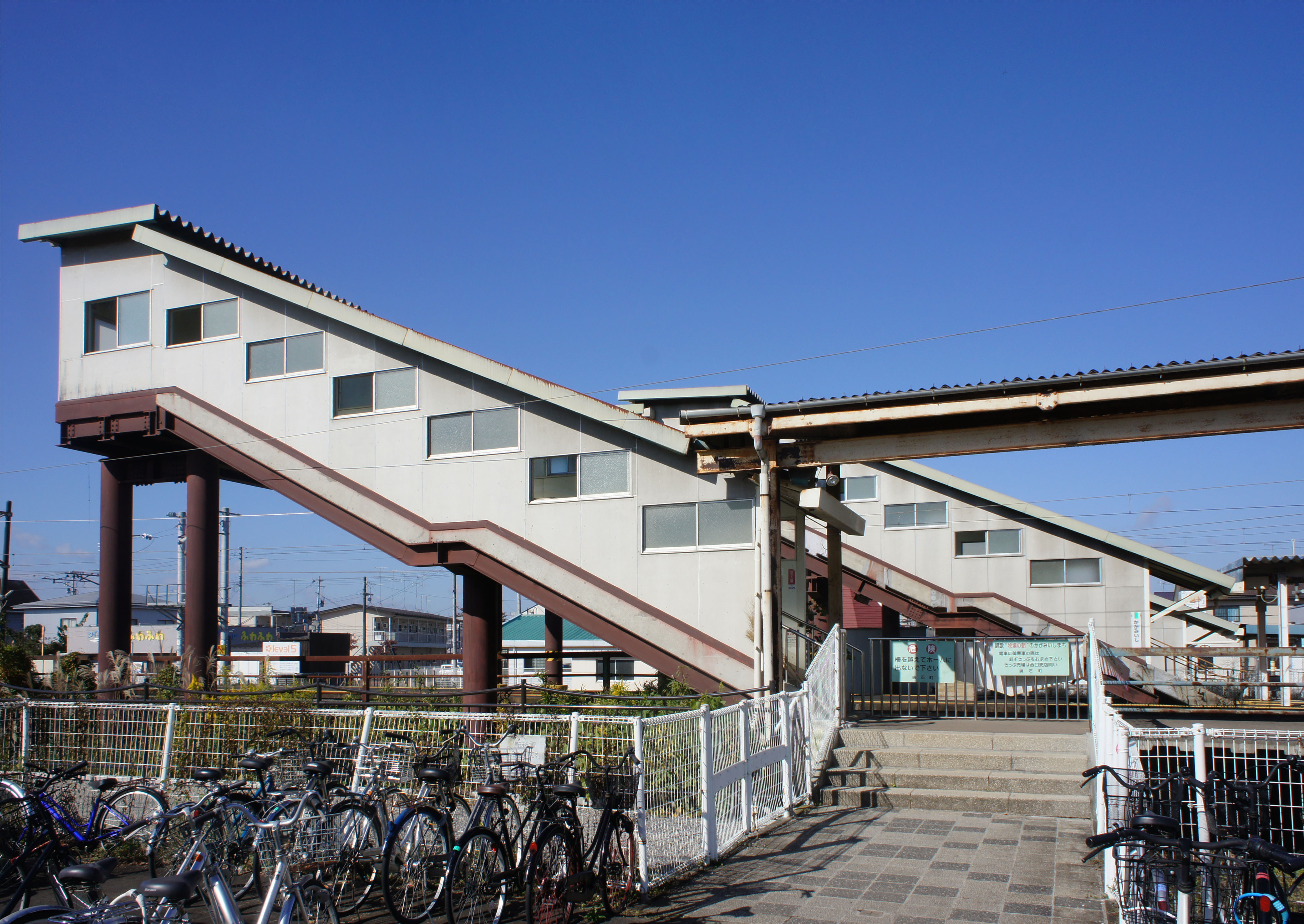
東口（2021年10月）

鏡石駅（かがみいしえき）は、福島県岩瀬郡鏡石町中央にある、東日本旅客鉄道（JR東日本）東北本線の駅である。

## 歴史
- 1911年（明治44年）6月25日：鉄道院の駅として開業[2]。
- 1978年（昭和53年）9月10日：貨物の取り扱いを廃止[2]。
- 1984年（昭和59年）
  - 2月1日：荷物の扱いを廃止[2]。
  - 12月1日：無人化[3]。以降、須賀川駅の派遣により、出改札業務を継続。
- 1987年（昭和62年）4月1日：国鉄分割民営化により、東日本旅客鉄道の駅となる[2]。
- 2009年（平成21年）3月14日：ICカード「Suica」の利用が可能となる[4]。

## 駅構造
島式ホーム1面2線を持つ地上駅である。かつては上り線に待避線と片面ホームの3番線があったが、のちに廃止された。
鏡石町商工会委託の簡易委託駅である。窓口にて乗車券類を発売している。指定券なども取り扱うが、担当者によっては発売できないことがある。駅舎の半分は商工会の事務所となっている。簡易Suica改札機が跨線橋上、ホームへ続く階段付近に設置されている。

### のりば
| 番線 | 路線      | 方向 | 行先             |
| ---- | --------- | ---- | ---------------- |
| 1    | ■東北本線 | 下り | 郡山・福島方面   |
| 2    | ■東北本線 | 上り | 新白河・黒磯方面 |

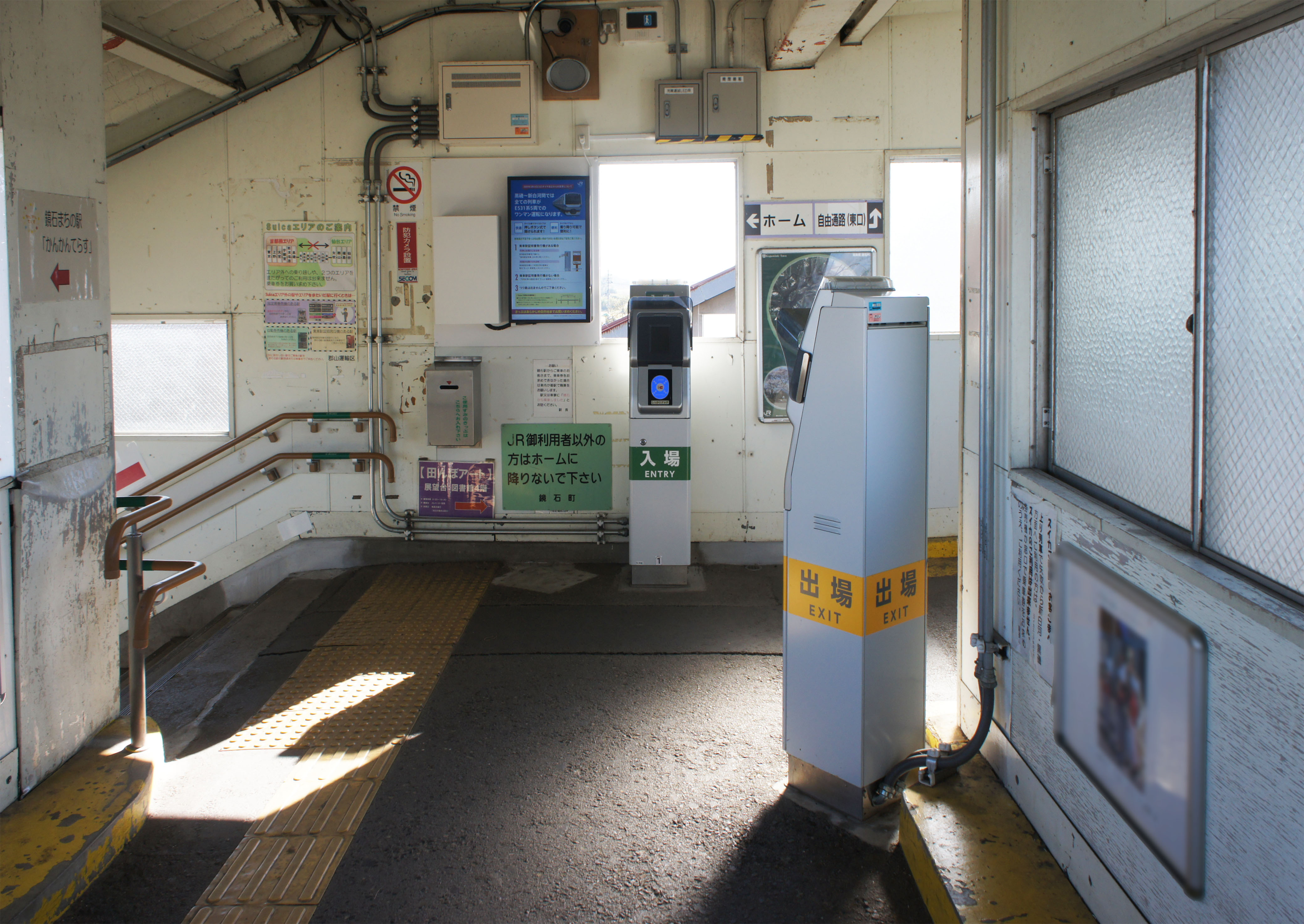
改札口（2021年10月）
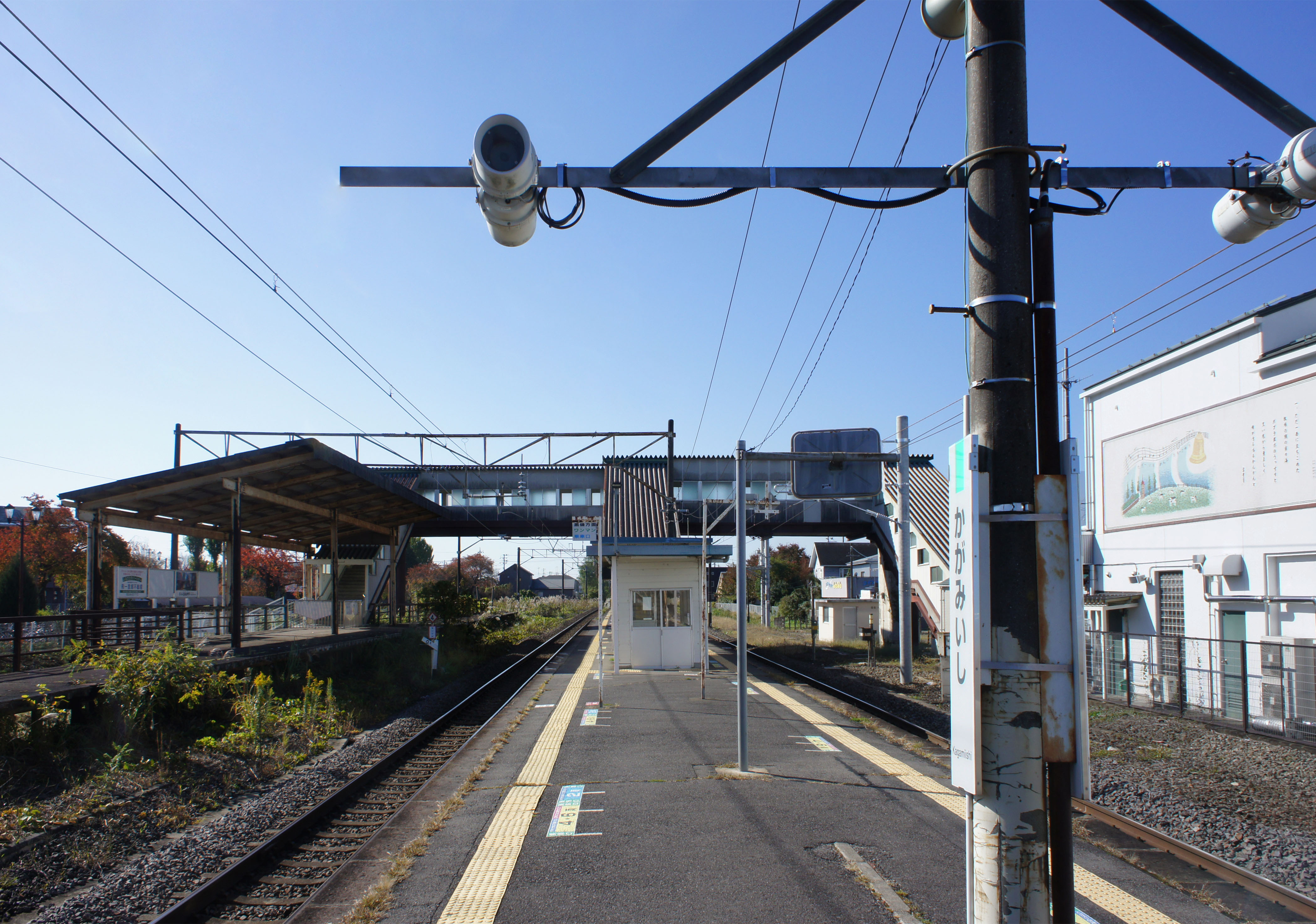
ホーム（2021年10月）

## 利用状況
JR東日本によると、2023年度（令和5年度）の1日平均乗車人員は823人である。
2000年度（平成12年度）以降の推移は以下のとおりである。
| 1日平均乗車人員推移 | 1日平均乗車人員推移 | 1日平均乗車人員推移 | 1日平均乗車人員推移 | 1日平均乗車人員推移 |
| 年度                | 定期外              | 定期                | 合計                | 出典                |
| ------------------- | ------------------- | ------------------- | ------------------- | ------------------- |
| 2000年（平成12年）  |                     |                     | 937                 | [ 利用客数 2 ]      |
| 2001年（平成13年）  |                     |                     | 930                 | [ 利用客数 3 ]      |
| 2002年（平成14年）  |                     |                     | 914                 | [ 利用客数 4 ]      |
| 2003年（平成15年）  |                     |                     | 900                 | [ 利用客数 5 ]      |
| 2004年（平成16年）  |                     |                     | 909                 | [ 利用客数 6 ]      |
| 2005年（平成17年）  |                     |                     | 862                 | [ 利用客数 7 ]      |
| 2006年（平成18年）  |                     |                     | 826                 | [ 利用客数 8 ]      |
| 2007年（平成19年）  |                     |                     | 790                 | [ 利用客数 9 ]      |
| 2008年（平成20年）  |                     |                     | 776                 | [ 利用客数 10 ]     |
| 2009年（平成21年）  |                     |                     | 748                 | [ 利用客数 11 ]     |
| 2010年（平成22年）  |                     |                     | 790                 | [ 利用客数 12 ]     |
| 2011年（平成23年）  |                     |                     | 774                 | [ 利用客数 13 ]     |
| 2012年（平成24年）  | 186                 | 660                 | 846                 | [ 利用客数 14 ]     |
| 2013年（平成25年）  | 186                 | 679                 | 865                 | [ 利用客数 15 ]     |
| 2014年（平成26年）  | 192                 | 671                 | 863                 | [ 利用客数 16 ]     |
| 2015年（平成27年）  | 188                 | 703                 | 892                 | [ 利用客数 17 ]     |
| 2016年（平成28年）  | 178                 | 702                 | 880                 | [ 利用客数 18 ]     |
| 2017年（平成29年）  | 176                 | 723                 | 900                 | [ 利用客数 19 ]     |
| 2018年（平成30年）  | 173                 | 700                 | 874                 | [ 利用客数 20 ]     |
| 2019年（令和元年）  | 169                 | 702                 | 872                 | [ 利用客数 21 ]     |
| 2020年（令和02年）  | 107                 | 618                 | 725                 | [ 利用客数 22 ]     |
| 2021年（令和03年）  | 124                 | 619                 | 743                 | [ 利用客数 23 ]     |
| 2022年（令和04年）  | 143                 | 628                 | 772                 | [ 利用客数 24 ]     |
| 2023年（令和05年）  | 161                 | 662                 | 823                 | [ 利用客数 1 ]      |

## 駅周辺
西口
- 鏡石町役場
- 鏡石郵便局
- 国道4号（陸羽街道）
- 福島県道288号玉川鏡石線
- 福島県道289号下松本鏡石停車場線
- いちい鏡石店
- ウエルシア岩瀬鏡石店
- 東北自動車道 鏡石パーキングエリア・鏡石スマートインターチェンジ
- 鏡石境工業団地
- 江花川
- 弘法不動の湯温泉
- JA夢みなみ鏡石支店
- 須賀川警察署鏡石駐在所

東口（自由通路）
- 岩瀬牧場
- 鳥見山公園
- 福島県立岩瀬農業高等学校
- 鏡石町立図書館

## バス路線
「鏡石駅前」停留所にて、福島交通（須賀川営業所）が運行する路線バスが発着する。
| のりば | 運行事業者 | 系統・行先                                                                                                | 備考 |
| ------ | ---------- | --- | --- |
| 1      | 福島交通   | - 5-3：須賀川駅前 - 10-3：湯本／二岐 - 12-3：竜生 - 13-3：南沢 - 14-3：丸山 - 18-3：岩農 - 21-3：長沼車庫 | - 「5-3」「18-3」は学休日運休（「18-3」は登校日1本のみ運行） - 「10-3」の湯本行きは11月27日 - 4月25日に運行（1本は1月1日・2日運休）、二岐行きは4月26日 - 11月26日に運行 - 「13-3」「14-3」は平日1本のみ運行 - 「21-3」は土休日運休 |
| 2      | 福島交通   | - 5-3：須賀川駅前 - 16-3：成田                                                                            | 「16-3」は学休日運休 |

## 隣の駅
東日本旅客鉄道（JR東日本）
■東北本線
矢吹駅 - 鏡石駅 - 須賀川駅

### 記事本文
1. 1 2 3  『週刊 JR全駅・全車両基地』 13号 仙台駅・船岡駅・松島海岸駅ほか70駅、朝日新聞出版〈週刊朝日百科〉、2012年11月4日、21頁。
2. 1 2 3 4 5  石野哲 編『停車場変遷大事典 国鉄・JR編 II』（初版）JTB、1998年10月1日、399頁。ISBN 978-4-533-02980-6。
3. ↑  「「通報」●根室本線幾寅駅ほか30駅の駅員無配置について（旅客局）」『鉄道公報』日本国有鉄道総裁室文書課、1984年11月29日、1面。
4. ↑  『Suicaをご利用いただけるエリアが広がります。』（PDF）（プレスリリース）東日本旅客鉄道、2008年12月22日。オリジナルの2020年5月24日時点におけるアーカイブ。2020年5月25日閲覧。
5. ↑  小学館『国鉄全線各駅停車・2 東北530駅』（1983年11月）p.28
6. 1 2  “JR東日本：駅構内図・バリアフリー情報（鏡石駅）”.   東日本旅客鉄道. 2024年11月18日閲覧。
7. 1 2 3 4 5 6 7 8 9  “鏡石駅前 - 行先 - 福島交通”.   福島交通. 2024年11月19日閲覧。
8. 1 2 3 4  “鏡石駅前 - 時刻表 - 福島交通”.   福島交通. 2024年11月19日閲覧。
9. ↑  “鏡石駅前 - 時刻表 - 福島交通”.   福島交通. 2024年11月19日閲覧。

### 利用状況
1. 1 2  “各駅の乗車人員（2023年度）”.   東日本旅客鉄道. 2024年7月22日閲覧。
2. ↑  “各駅の乗車人員（2000年度）”.   東日本旅客鉄道. 2019年2月13日閲覧。
3. ↑  “各駅の乗車人員（2001年度）”.   東日本旅客鉄道. 2019年2月13日閲覧。
4. ↑  “各駅の乗車人員（2002年度）”.   東日本旅客鉄道. 2019年2月13日閲覧。
5. ↑  “各駅の乗車人員（2003年度）”.   東日本旅客鉄道. 2019年2月13日閲覧。
6. ↑  “各駅の乗車人員（2004年度）”.   東日本旅客鉄道. 2019年2月13日閲覧。
7. ↑  “各駅の乗車人員（2005年度）”.   東日本旅客鉄道. 2019年2月13日閲覧。
8. ↑  “各駅の乗車人員（2006年度）”.   東日本旅客鉄道. 2019年2月13日閲覧。
9. ↑  “各駅の乗車人員（2007年度）”.   東日本旅客鉄道. 2019年2月13日閲覧。
10. ↑  “各駅の乗車人員（2008年度）”.   東日本旅客鉄道. 2019年2月13日閲覧。
11. ↑  “各駅の乗車人員（2009年度）”.   東日本旅客鉄道. 2019年2月13日閲覧。
12. ↑  “各駅の乗車人員（2010年度）”.   東日本旅客鉄道. 2019年2月13日閲覧。
13. ↑  “各駅の乗車人員（2011年度）”.   東日本旅客鉄道. 2019年2月13日閲覧。
14. ↑  “各駅の乗車人員（2012年度）”.   東日本旅客鉄道. 2019年2月13日閲覧。
15. ↑  “各駅の乗車人員（2013年度）”.   東日本旅客鉄道. 2019年2月13日閲覧。
16. ↑  “各駅の乗車人員（2014年度）”.   東日本旅客鉄道. 2019年2月13日閲覧。
17. ↑  “各駅の乗車人員（2015年度）”.   東日本旅客鉄道. 2019年2月13日閲覧。
18. ↑  “各駅の乗車人員（2016年度）”.   東日本旅客鉄道. 2019年2月13日閲覧。
19. ↑  “各駅の乗車人員（2017年度）”.   東日本旅客鉄道. 2018年7月9日閲覧。
20. ↑  “各駅の乗車人員（2018年度）”.   東日本旅客鉄道. 2019年7月11日閲覧。
21. ↑  “各駅の乗車人員（2019年度）”.   東日本旅客鉄道. 2020年7月10日閲覧。
22. ↑  “各駅の乗車人員（2020年度）”.   東日本旅客鉄道. 2021年7月22日閲覧。
23. ↑  “各駅の乗車人員（2021年度）”.   東日本旅客鉄道. 2022年8月5日閲覧。
24. ↑  “各駅の乗車人員（2022年度）”.   東日本旅客鉄道. 2023年7月12日閲覧。